# Hockey sur glace aux Jeux olympiques de 1968
Navigation
Innsbruck 1964 Sapporo 1972
Le tournoi de hockey sur glace aux Jeux olympiques de 1968 de Grenoble est le dernier tournoi olympique qui sert à déterminer également les titres mondiaux et européens.
Pour la première (et unique) fois, tous les qualifiés n'ont pas eu la possibilité remporter les médailles olympiques, car les deux qualifiés les moins bien classés (le Japon et l'Autriche), ainsi que la France hôte, ont été placés directement dans le groupe de consolation.

## Qualification
Les huit nations du Groupe A du Championnat du monde de 1967 sont qualifiées pour les Jeux, ainsi que la France pays hôte. Le classement du Groupe B à l'issue du championnat permet de qualifier six nations supplémentaires, ainsi que le vainqueur du Groupe C.
Pays qualifiés pour la compétition :
| - France (hôte) - Union soviétique (groupe A) - Suède (groupe A) - Canada (groupe A) - Tchécoslovaquie (groupe A) - États-Unis (groupe A) - Finlande (groupe A) - Allemagne de l'Est (groupe A) | - Allemagne de l'Ouest (groupe A) - Pologne (1er groupe B) - Roumanie (2e groupe B) - Norvège (3e groupe B) - Yougoslavie (4e groupe B) - Italie (5e groupe B) - Autriche (6e groupe B) - Japon (1er groupe C) |

La Pologne et l'Italie, qualifiées, ne participent pas.

## 1ertour
Le premier tour se déroule sous la forme d'un match éliminatoire dont les vainqueurs sont qualifiés pour le groupe A.
| 4 février 1968 | Finlande | 11-2 | Yougoslavie |  |

| 4 février 1968 | Allemagne de l'Est | 3-1 | Norvège |  |

| 4 février 1968 | Allemagne de l'Ouest | 7-0 | Roumanie |  |

## 2etour

### Groupe A (1re-8eplace)
- URSS 5-0 Canada
- URSS 3-2 Suède
- URSS 8-0 Finlande
- URSS 10-2 USA
- URSS 9-1 Allemagne de l'Ouest
- URSS 9-0 Allemagne de l'Est
- Tchécoslovaquie 5-4 URSS
- Tchécoslovaquie 2-2 Suède
- Tchécoslovaquie 4-3 Finlande
- Tchécoslovaquie 5-1 USA
- Tchécoslovaquie 5-1 Allemagne de l'Ouest
- Tchécoslovaquie 10-3 Allemagne de l'Est
- Canada 3-2 Tchécoslovaquie
- Canada 3-0 Suède
- Canada 3-2 USA
- Canada 6-1 Allemagne de l'Ouest
- Canada 11-0 Allemagne de l'Est
- Suède 5-1 Finlande
- Suède 4-3 USA
- Suède 5-4 Allemagne de l'Ouest
- Suède 5-2 Allemagne de l'Est
- Finlande 5-2 Canada
- Finlande 1-1 USA
- Finlande 4-1 Allemagne de l'Ouest
- Finlande 3-2 Allemagne de l'Est
- USA 8-1 Allemagne de l'Ouest
- USA 6-4 Allemagne de l'Est
- Allemagne de l'Ouest 4-2 Allemagne de l'Est

| Clt   | Équipe               | PJ | V | D | N | BP | BC | Pts |
| ----- | -------------------- | -- | - | - | - | -- | -- | --- |
| +001, | Union soviétique     | 7  | 6 | 1 | 0 | 48 | 10 | 12' |
| +002, | Tchécoslovaquie      | 7  | 5 | 1 | 1 | 33 | 17 | 11' |
| +003, | Canada               | 7  | 5 | 2 | 0 | 28 | 15 | 10' |
| +004, | Suède                | 7  | 4 | 2 | 1 | 23 | 18 | 9'  |
| +005, | Finlande             | 7  | 3 | 3 | 1 | 17 | 23 | 7'  |
| +006, | États-Unis           | 7  | 2 | 4 | 1 | 23 | 28 | 5'  |
| +007, | Allemagne de l'Ouest | 7  | 1 | 6 | 0 | 13 | 39 | 2'  |
| +008, | Allemagne de l'Est   | 7  | 0 | 7 | 0 | 13 | 48 | 0'  |

- Champion olympique
- Médaille d'argent
- Médaille de bronze

### Groupe B (9e- 14eplace)
- Yougoslavie 5-1 Japon
- Yougoslavie 3-2 Norvège
- Yougoslavie 9-5 Roumanie
- Yougoslavie 6-0 Autriche
- Yougoslavie 10-1 France
- Japon 4-0 Norvège
- Japon 5-4 Roumanie
- Japon 11-1 Autriche
- Japon 6-2 France
- Norvège 4-3 Roumanie
- Norvège 5-4 Autriche
- Norvège 4-1 France
- Roumanie 3-2 Autriche
- Roumanie 7-3 France
- Autriche 5-2 France

| Clt   | Équipe      | PJ | V | D | N | BP | BC | Pts |
| ----- | ----------- | -- | - | - | - | -- | -- | --- |
| +009, | Yougoslavie | 5  | 5 | 0 | 0 | 33 | 9  | 10  |
| +010, | Japon       | 5  | 4 | 1 | 0 | 27 | 12 | 8   |
| +011, | Norvège     | 5  | 3 | 2 | 0 | 15 | 15 | 6   |
| +012, | Roumanie    | 5  | 2 | 3 | 0 | 22 | 23 | 4   |
| +013, | Autriche    | 5  | 1 | 4 | 0 | 12 | 27 | 2   |
| +014, | France      | 5  | 0 | 5 | 0 | 9  | 32 | 0   |

## Podium
| Épreuves         | Or | Argent | Bronze |
| ---------------- | --- | --- | --- |
| Tournoi masculin | Union soviétique Viktor Konovalenko Viktor Zinger Viktor Blinov Vitali Davydov Viktor Kouzkine Aleksandr Ragouline Oleg Zaïtsev Igor Romichevski Anatoli Firsov Viatcheslav Starchinov Viktor Poloupanov Vladimir Vikoulov Veniamin Aleksandrov Iouri Moïsseïev Ievgueni Michakov Ievgueni Zimine Anatoli Ionov Boris Maïorov | Tchécoslovaquie Vladimír Nadrchal (en) Vladimír Dzurilla Josef Horešovský Jan Suchý Karel Masopust František Pospíšil Oldřich Macháč Jozef Golonka (en) Jan Hrbatý Václav Nedomanský Jan Havel Jaroslav Jiřík Josef Černý František Ševčík Petr Hejma (en) Jiří Holík Jiří Kochta (en) Jan Klapáč | Canada Ken Broderick Wayne Stephenson Marshall Johnston Terry O'Malley Barry MacKenzie Brian Glennie Paul Conlin Fran Huck Morris Mott Ray Cadieux Roger Bourbonnais Danny O'Shea Bill MacMillan Gary Dineen Ted Hargreaves Herb Pinder Steve Monteith Gerry Pinder |

## Joueurs

### Meilleurs pointeurs
| Rang | Joueur                 | Nation           | PJ | B  | A  | Pts | Pun |
| ---- | ---------------------- | ---------------- | -- | -- | -- | --- | --- |
| 1    | Anatoli Firsov         | Union soviétique | 7  | 11 | 4  | 15  | 4   |
| 2    | Viktor Poloupanov      | Union soviétique | 7  | 7  | 6  | 13  | 10  |
| 3    | Viatcheslav Starchinov | Union soviétique | 7  | 6  | 6  | 12  | 2   |
| 4    | Vladimir Vikoulov      | Union soviétique | 7  | 2  | 10 | 12  | 2   |
|      | Albin Felc             | Yougoslavie      |    | 5  | 6  | 11  |     |
|      | Viktor Tišler (en)     | Yougoslavie      |    | 8  | 2  | 10  |     |
| 5    | Jozef Golonka (en)     | Tchécoslovaquie  | 7  | 4  | 6  | 10  | 8   |
| 6    | Jan Hrbatý             | Tchécoslovaquie  | 7  | 2  | 7  | 9   | 2   |
| 7    | Francis Huck           | Canada           | 7  | 4  | 5  | 9   | 10  |
|      | Ivo Jan                | Yougoslavie      |    | 6  | 2  | 8   |     |
|      | Takao Hikigi (en)      | Japon            |    | 5  | 3  | 8   |     |
|      | Gyula Szabó            | Yougoslavie      |    | 4  | 4  | 8   |     |
| 8    | Marshall Johnston      | Canada           | 7  | 2  | 6  | 8   | 4   |
| 9    | Jack Morrison          | États-Unis       | 7  | 2  | 6  | 8   | 10  |
| 10   | Václav Nedomanský      | Tchécoslovaquie  | 7  | 5  | 2  | 7   | 4   |